# Vytautas Kolesnikovas
Vytautas Kolesnikovas (25 de outubro de 1948 - 1 de outubro de 2021) foi um pintor, artista gráfico, político e signatário da Lei de Restabelecimento do Estado da Lituânia de 1990.
De 1968 a 1974, Kolesnikovas estudou arte em Moscou. Depois de regressar à Lituânia, trabalhou em várias empresas regionais em Alytus e apresentou as suas obras de arte em várias exposições. Em 1988 ele se juntou às atividades do movimento Sąjūdis e foi eleito para o Soviete Supremo da RSS da Lituânia. Kolesnikovas foi membro da Comissão de Ciência, Educação e Cultura do Conselho Supremo - Reconstituinte Seimas. Após as eleições de 1993, ele retornou a Alytus e ingressou no Departamento de Patrimônio Cultural. Em 2008, passados mais de 20 anos desde a última exposição, Kolesnikovas organizou uma exposição pessoal da sua obra em Alytus.